# Autovía C-14
La autovía  C-14   o Autovía Reus - Alcover es una autovía autonómica catalana, en España, que une Reus y Alcover. Con una longitud de 15 km, empieza en el nudo de la  T-11 , en el este de Reus y finaliza en Alcover siguiendo como carretera  C-14  con el enlace de la carretera  C-37 .
El tramo entre el norte de Reus y Alcover, antiguamente era una carretera de única calzada, una parte que había duplicada y otra parte de nuevo trazado. La variante este de Reus es de nuevo trazado, se había construido y inaugurado en agosto de 2003, pero anteriormente había un pequeño tramo ya desdoblado de la carretera  N-420 , que fue inaugurado en julio de 1982, de un kilómetro que va rodeado al suroeste del Aeropuerto de Reus. 5 años después (junio de 2008), duplicaron la carretera entre el norte de Reus y el polígono industrial de Xalamec, en el lado de La Selva del Campo y un nuevo trazado desde este mismo lugar hasta Alcover.
Ha invertido cerca de 23 millones de euros del primer tramo y 78 millones de euros del segundo tramo. El primer tramo consta unos 4,7 kilómetros de longitud que va del este al norte de Reus como variante y el segundo tramo consta unos 10 kilómetros desde el norte de Reus hasta Alcover, donde termina en la carretera  C-14  con el enlace de la carretera  C-37 .

## Tramos
| Denominación | Tramo | km    | Año servicio |
| ------------ | --- | ----- | ------------ |
| C-14         | Variante Este de Reus Tramo original: Reus Este T-11 - Reus Este N-420 Tramo actual: Reus Este T-11 - Reus Norte | 1 4,7 | 1982 2003    |
| C-14         | Reus Norte - Alcover                                                                                             | 10    | 2008         |